# Vicente Capdevila
Vicente Capdevila Cardona (Hospitalet de Llobregat, 28 de octubre de 1936-21 de marzo de 2020) fue un abogado y político español.

## Biografía
Licenciado en Derecho por la Universidad de Deusto fue vicepresidente de la Asociación de Antiguos Alumnos de Deusto. En 1964 fue nombrado concejal del tercio corporativo en su ciudad natal y fue teniente de alcalde de Cultura hasta 1971.
El 3 de abril de 1973 tomó posesión como alcalde de Hospitalet de Llobregat, ocupando el cargo hasta 1977. Fue vicepresidente de la Corporación Metropolitana de Barcelona y diputado provincial. En las elecciones generales de 1977 fue elegido diputado de la UCD por la circunscripción electoral de Barcelona.
Entre el 3 de junio de 1978 y el 18 de enero de 1980 fue director general de Administración Local del Ministerio de Administración Territorial.
En las elecciones al Parlamento de Cataluña de 1980 fue elegido diputado de Centristes de Catalunya-UCD por Barcelona y permaneció en el cargo hasta mayo de 1984, aunque en julio de 1983 pasó al Grupo Mixto.
Falleció a los ochenta y tres años el 21 de marzo de 2020 a consecuencia de la COVID-19. Fue uno de los primeros políticos de Cataluña fallecidos a consecuencia de la pandemia por enfermedad de coronavirus.